# Piccole anime
Piccole anime è un film drammatico italiano del 1998, diretto da Giacomo Ciarrapico.